# 울산미포국가산업단지
울산공업단지(蔚山工業團地)는 울산지구가 공업특정 지역으로 지정된 것은 일대가 태화강과 동천 유역의 광대한 평야로 되어 있는 외에 양항만을 끼고 있어 교통이 편리하고, 태화강과 회야강의 풍부한 공업용수, 부산과의 근거리성, 광산자원이 풍부한 태백산 지역과의 연계 용이, 또 방위상 유리한 점 등 여러 가지 입지적 호조건과 강력한 국가정책의 결과이다. 이 단지에는 미포공업단지와 울산석유화학공업단지가 있으며, 미포공업단지는 중화학공업육성을 위한 특정공업지역으로서 대규모 중화학 공장들이 입지하고 있으며, 울산석유화학공업단지에는 석유화학계열 공장들이 있다.
이 곳은 1962년 1월 울산의 남구, 북구, 동구 일대가 특정 공업지구로 지정되면서 조성되기 시작했다. 1991년 1월 국가산업단지가 됐다. 현대자동차와 HD현대중공업, SK에너지 등 752개의 업체가 입주해 있다. 총면적 4,805만 m²이다.

## 참고 자료
- 울산미포국가산업단지 - 산업입지정보시스템